# دوقلوهای افسانه‌ای
دوقلوهای افسانه‌ای یک مجموعهٔ تلویزیونی پویانمایی محصول فرانسه در سال ۱۹۹۱ است. این مجموعه در ۵۲ قسمت توسط ژان شالوپین نویسندهٔ فرانسوی و با تهیه‌کنندگی شبکه ت‌اف۱ (TF1) فرانسه ساخته شده‌است.
شخصیت‌های اصلی این سریال کارتونی جولز، یک پسر چینی، و جولی، یک دختر انگلیسی، هستند که از والدینی متفاوت ولی در یک ساعت و در یک مکان متولد شده‌اند و مادران آن‌ها در هنگام تولدشان از دنیا رفته‌اند. این دو با گرفتن دست‌های یک‌دیگر نیرویی فراطبیعی پیدا می‌کنند و در سرنوشت آن‌ها مقدر شده که با نیروی خود به حکومت ظالمانهٔ امپراتوری چین پایان دهند.
نام فرانسوی این مجموعه Les Jumeaux du Bout du Monde به معنی «دوقلوهای پایان جهان» و نام انگلیسی آن The Twins of Destiny به معنی «دوقلوهای سرنوشت» است. دوبلهٔ فارسی این سریال با نام «دوقلوهای افسانه‌ای» از تلویزیون ایران در دههٔ ۱۳۷۰ پخش شد و تغییراتی در داستان فیلم داده شده از جمله این‌که جولز و جولی برادر و خواهر معرفی شده و پدر جولی هم دایی آن دو معرفی شده‌است.

## خلاصه داستان
در سرزمین چین نوزادانی متولد می‌شوند که طبق افسانه‌ها باعث نابودی امپراتوری ملکهٔ زورگوی چین می‌شوند. امپراتوری که از این موضوع مطلع می‌شود دستور قتل این نوزادان را صادر می‌کند ولی همیشه افرادی هستند که از دوقلوها محافظت می‌کنند و آن‌ها را نجات می‌دهند. این کودکان دارای قدرتی هستند که با آن می‌توانند بر زورگویی ملکه پایان بدهند.
در سرزمین چین ملکه‌ای خبیث و زورگو حکومت می‌کند. جادوگر آن سرزمین به ملکه اطلاع می‌دهد که نوزادانی دوقلو متولد می‌شوند که باعث نابودی تاج و تخت او می‌شوند. ملکه که از شنیدن این موضوع خشمگین می‌شود به یکی از افراد وفادارش دستور می‌دهد تا آن نوزادان را پیدا کند و بکشد. در بیمارستانی که دوقلوها متولد شده‌اند مردی به نام شائوکو که رئیس بیمارستان هم هست با کمک شخصی به نام مارتین دوقلوها را فراری می‌دهد. او از مارتین می‌خواهد که دوقلوها را از چین خارج کند. مارتین که ملوان یک کشتی است با قانع کردن ناخدا تورنیه، ناخدای کشتی، آن‌ها را از چین خارج می‌کند. در اقیانوس دزدان دریایی به دنبال آن نوزادان می‌گردند. شخصی به نام کونگ لی که رئیس دزدان دریاییست موفق می‌شود خودش را به کشتی برساند ولی با دیدن نوزادان از کشتن آن‌ها صرف نظر می‌کند و با نقشه‌ای که با ناخدا می‌کشند طوری صحنه‌سازی می‌کنند که گویا آن‌ها را کشته‌است. وقتی این خبر را به ملکه می‌دهد، ملکه دستور می‌دهد پدر و دایی دوقلوها را که در زندان هستند به آن مکان بیاورند و آن‌ها را با کمک جادو تبدیل به مجسمه می‌کند. این مجسمه‌ها تنها در صورتی آزاد می‌شوند که لوح پیروزی دوقلوها در مکان اصلی‌اش قرار بگیرد. دوقلوها به سرزمین فرانسه می‌روند و در آنجا همراه با تورنیه زندگی می‌کنند و بزرگ می‌شوند. تورنیه در طول این مدت متوجه می‌شود دوقلوها دارای قدرت‌های خاصی هستند. بعد از دوازده سال ملکه از زنده بودن دوقلوها با خبر می‌شود و پودونگ را مأمور پیدا کردن آن‌ها می‌کند. ناخدا که توسط شائوکو از در خطر بودن کودکان با خبر می‌شود تصمیم به فراری دادن آن‌ها می‌گیرد ولی خودش بر اثر بیماری جانش را از دست می‌دهد. دوقلوها در حین فرار از دست مأموران ملکه از شائوکو و مارتین جدا می‌شوند و بقیهٔ راه را به تنهایی طی می‌کنند. آن‌ها برای رسیدن به کشتی که به سمت چین می‌رود از مکان‌های متفاوتی عبور می‌کنند و در این مسیر با مشکلات فراوانی روبه‌رو می‌شوند ولی شجاعت و همدلی آن‌ها باعث می‌شود که به هدفشان برسند و بالأخره بتوانند سوار کشتی بشوند که به سمت چین می‌رود. در تمام طول مسیر پودونگ و افرادش مشکلات زیادی را برای آن‌ها به وجود می‌آورند ولی دوقلوها موفق به فرار از دست او می‌شوند. کشتی عازم به چین هم دچار مشکل می‌شود و دوقلوها در طوفان گم می‌شوند و دوباره از دوستانشان جدا می‌شوند. جولز و جولی ولی باز هم ناامید نمی‌شوند و با طی مسیرهای مختلف زمینی و دریایی خودشان را به چین و دوستانشان می‌رسانند. آن‌ها در این مسیر هم از قدرت جادویی خود بهره می‌برند و روش درست استفاده از آن را می‌آموزند و دشمنانشان را از سر راه برمی‌دارند و هم از کمک مردمان با سخاوت استفاده می‌کنند. در چین مردم که از ظلم ملکه خسته شده‌اند آمادهٔ انقلاب می‌شوند. با آمدن دوقلوها مردم اتحادشان بالاتر می‌رود. بچه‌ها با کمک شائوکو و دوستانش بالأخره می‌توانند خودشان را به درون قصر برسانند و با قرار دادن لوح پیروزی در مکان خودش باعث آزادی پدر و داییشان می‌شوند. آن‌ها دیگر قدرت ماورایی ندارند ولی باز هم دست از مبارزه برنمی‌دارند و با همکاری با مبارزان آزادی‌خواه در نهایت پیروز می‌شوند و ملکه از قصر فرار می‌کند. پودونگ هم که تا آخرین لحظه حاضر به تسلیم شدن نیست در حین حمله به دوقلوها کشته می‌شود و به این ترتیب جنبش آزادی‌خواه موفق می‌شوند تا شهر را در دست بگیرند و پیروز بشوند. دوقلوها دیگر نیروی ماورایی ندارند و مانند دو کودک معمولی شاد و آزاد به زندگی خود ادامه می‌دهند.

## هفت قدرت
دوقلوها دارای ۷ قدرت ماورایی هستند که برای استفاده از آن باید دست‌های یکدیگر را گرفته و آن قدرت را فرا بخوانند.
قدرت اول
قدرت فریب، با کمک آن می‌توانند به‌طور موقت با ایجاد فریب، دیگران را گیج کنند.
قدرت دوم
قدرت دیوار، با کمک آن می‌توانند دیواری محافظ از نور به دور خود ایجاد کنند.
قدرت سوم
قدرت شکستن، با کمک آن می‌توانند اجسام مختلف را خرد کنند.
قدرت چهارم
قدرت بلند کردن و جابه‌جایی اجسام، با کمک آن می‌توانند اجسام سنگین را جابه‌جا کنند.
قدرت پنجم
قدرت به‌کارگیری دستگاه‌ها، با کمک آن می‌توانند دستگاه‌های مختلف را کنترل و به‌کارگیری کنند.
قدرت ششم
قدرت کنترل عناصر و اجزای طبیعت، با کمک آن می‌توانند عناصر طبیعت مانند باد و جزر و مد را کنترل کنند.
قدرت هفتم
قدرت کنترل ذهن، با کمک آن می‌توانند ذهن دیگران را کنترل کرده و روی افکار آنان تأثیر بگذارند. این قدرت باید به عنوان آخرین گزینه مورد استفاده قرار گیرد چون سبب ایجاد خستگی زیاد بر روی ذهن و جسم آنان می‌شود.

## صداپیشگان
در دوبلهٔ فارسی این اثر هنرمندان زیر شرکت داشته‌اند:
| نقش          | دوبلُر           |
| راوی         | علی‌اکبر گودرزی  |
| جولی         | رزیتا یاراحمدی  |
| جولز         | فریبا شاهین‌مقدم |
| پودونگ       | داریوش کاردان   |
| شائوکو       | تورج مهرزادیان  |
| مارتین       | عباس نباتی      |
| ناخدا تورنیه | ناصر نظامی      |
| ملکه         | زهرا آقارضا     |
|              | جواد پزشکیان    |
|              | تورج نصر        |

خسرو شمشیرگران
حسین باغی 

## قسمت‌ها
قسمت ۱: تولد
قسمت ۲: مرگ در دریا
قسمت ۳: زندگی جدید
قسمت ۴: سفر به پاریس
قسمت ۵: کشف
قسمت ۶: دشمن می‌آید
قسمت ۷: حمله
قسمت ۸: دردسر در خانه جدید
قسمت ۹: تله
قسمت ۱۰: راه فراری نیست
قسمت ۱۱: دوست یا دشمن؟
قسمت ۱۲: خطر در شب
قسمت ۱۳: دوستی از آتش
قسمت ۱۴: راهی به سوی خطر
قسمت ۱۵: دامی برای یک قهرمان
قسمت ۱۶: فروش دوقلوها
قسمت ۱۷: در گودال تاریکی
قسمت ۱۸: خرگوش‌های سرنوشت
قسمت ۱۹: سفر همچنان ادامه دارد
قسمت ۲۰: تقاطع
قسمت ۲۱: بچه‌های الهه ماه
قسمت ۲۲: خداحافظی با یک دوست
قسمت ۲۳: رودخانه زیبایی، رودخانه‌ای از خطر
قسمت ۲۴: ایمان
قسمت ۲۵: ماجراجویی در آوینیون
قسمت ۲۶: مارسی، در گذشته!
قسمت ۲۷: خانه ناامیدی
قسمت ۲۸: نوری در شب
قسمت ۲۹: وقت رفتنه
قسمت ۳۰: به سوی خطر
قسمت ۳۱: در چشم طوفان
قسمت ۳۲: سالم و امن
قسمت ۳۳: بازگشت مافیوسی
قسمت ۳۴: دریای بی رحم، دریای مهربان
قسمت ۳۵: تغییری در برنامه
قسمت ۳۶: نبرد در دریا
قسمت ۳۷: قهرمانان و خائنان
قسمت ۳۸: زن یونانی
قسمت ۳۹: دروغ وحشتناک
قسمت ۴۰: یونان در شب
قسمت ۴۱: آتن در شب
قسمت ۴۲: سرزمین خطر
قسمت ۴۳: خطر در صحرا
قسمت ۴۴: ماجراجویی در کویر
قسمت ۴۵: تله‌ای در راه است
قسمت ۴۶: به سوی کوهستان
قسمت ۴۷: تغییر جزر و مد
قسمت ۴۸: نبرد برای لوح‌ها
قسمت ۴۹: تجدید دیدار
قسمت ۵۰: حمله به شهر ممنوعه
قسمت ۵۱: معبد هماهنگی آسمانی
قسمت ۵۲: نبرد نهایی